# 로맨틱 커플
《로맨틱 커플》(Le Zebre, The Oddball)은 프랑스에서 제작된 장 포이레 감독의 1992년 영화이다. 1988년 출간된 소설 Le Zèbre을 각색한 작품이다. 띠에리 레미띠 등이 주연으로 출연하였다.

## 출연

### 주연
- 띠에리 레미띠
- 캐롤라인 셀리어
- 크리스티안 페레이라

### 조연
- 애니 그레고리오
- 브리짓 커머랜드

## 기타
- 의상: 캐롤라인 드 비베스